# Джералдтон
Джералдтон (англ. Geraldton) — місто в Австралії, розташоване у штаті Західна Австралія в 424 км на північ від Перту. Населення Джералдтону — 38 030 станом на червень 2012 року.

## Географія
Висота центру міста становить 1 метр над рівнем моря.

## Транспорт
В Джералдтоні є аеропорт.

## Демографія
Населення міста по роках:
| 1976   | 1986   | 1991   | 1996   | 2001   | 2006   | 2010   |
| ------ | ------ | ------ | ------ | ------ | ------ | ------ |
| 18 773 | 21 726 | 24 361 | 25 243 | 25 324 | 27 420 | 28 733 |

## Клімат
Джералдтон лежить в перехідній зоні між середземноморським та напівустельним кліматами. Взимку температура достатньо м'яка, у середньому близько 20 °C, причому більша частина річної кількості опадів припадає на цей період. Це пов'язано з холодними фронтами з Антарктиди. У літні місяці, у середньому у Джералдтоні 32 °C, у деякі дні більше 40 °C.
| Клімат Джералдтону      | Клімат Джералдтону | Клімат Джералдтону | Клімат Джералдтону | Клімат Джералдтону | Клімат Джералдтону | Клімат Джералдтону | Клімат Джералдтону | Клімат Джералдтону | Клімат Джералдтону | Клімат Джералдтону | Клімат Джералдтону | Клімат Джералдтону | Клімат Джералдтону |
| Показник                | Січ.               | Лют.               | Бер.               | Квіт.              | Трав.              | Черв.              | Лип.               | Серп.              | Вер.               | Жовт.              | Лист.              | Груд.              | Рік                |
| Абсолютний максимум, °C | 47,7               | 47,3               | 45,2               | 39,4               | 36,6               | 29,5               | 29,0               | 31,6               | 36,1               | 40,7               | 43,8               | 46,8               | 47,7               |
| Середній максимум, °C   | 31,6               | 32,6               | 31,0               | 27,7               | 24,1               | 20,9               | 19,5               | 20,1               | 22,1               | 24,5               | 27,2               | 29,6               | 25,9               |
| Середній мінімум, °C    | 18,3               | 19,1               | 17,9               | 15,4               | 12,9               | 11,0               | 9,5                | 8,9                | 9,2                | 10,9               | 13,8               | 16,3               | 13,6               |
| Абсолютний мінімум, °C  | 9,4                | 10,0               | 8,8                | 6,1                | 2,1                | 0,5                | −0,4               | 1,2                | 1,2                | 2,4                | 3,8                | 7,7                | −0,4               |
| Норма опадів, мм        | 5.7                | 11.0               | 15.9               | 24.1               | 69.9               | 100.4              | 92.7               | 64.5               | 32.5               | 19.0               | 9.3                | 5.4                | 448.6              |
| ----------------------- | ------------------ | ------------------ | ------------------ | ------------------ | ------------------ | ------------------ | ------------------ | ------------------ | ------------------ | ------------------ | ------------------ | ------------------ | ------------------ |
| Джерело:                |                    |                    |                    |                    |                    |                    |                    |                    |                    |                    |                    |                    |                    |